# Edburton
Edburton är en by i civil parish Upper Beeding, i distriktet Horsham, i grevskapet West Sussex i England. Byn är belägen 20 km från Horsham. Edburton var en civil parish fram till 1933 när blev den en del av Upper Beeding. Civil parish hade 83 invånare år 1931.